# Naturschutzgebiet Maibachtal
Koordinaten: 54° 4′ 52,1″ N, 12° 34′ 25,9″ O

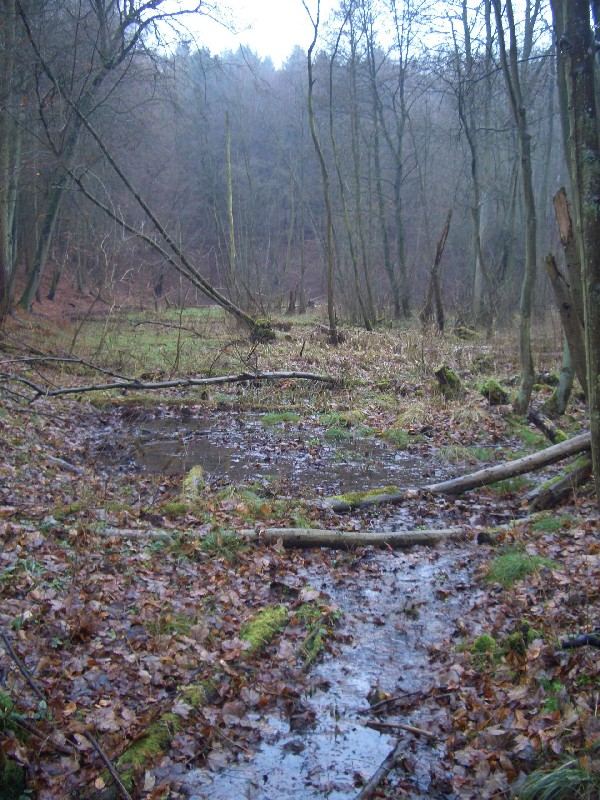
Feuchte Senke im Ostteil

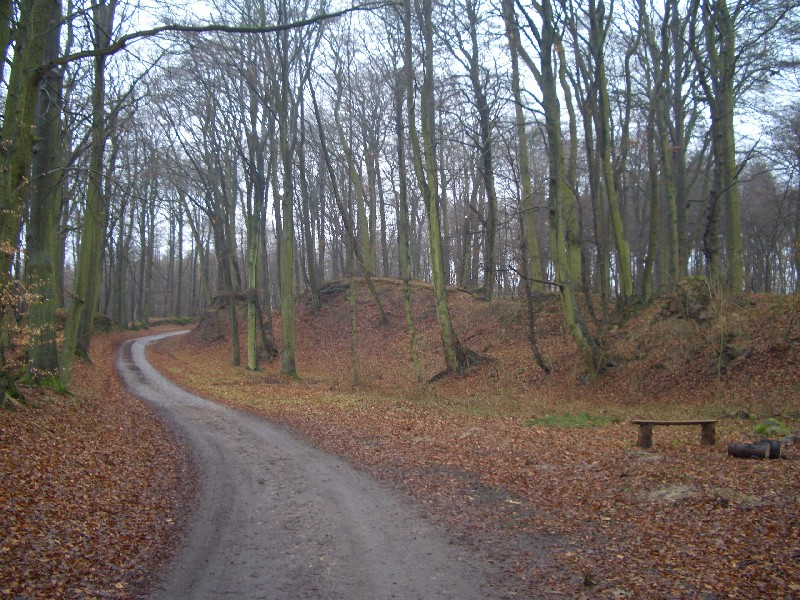
Buchenwald und Hohlweg

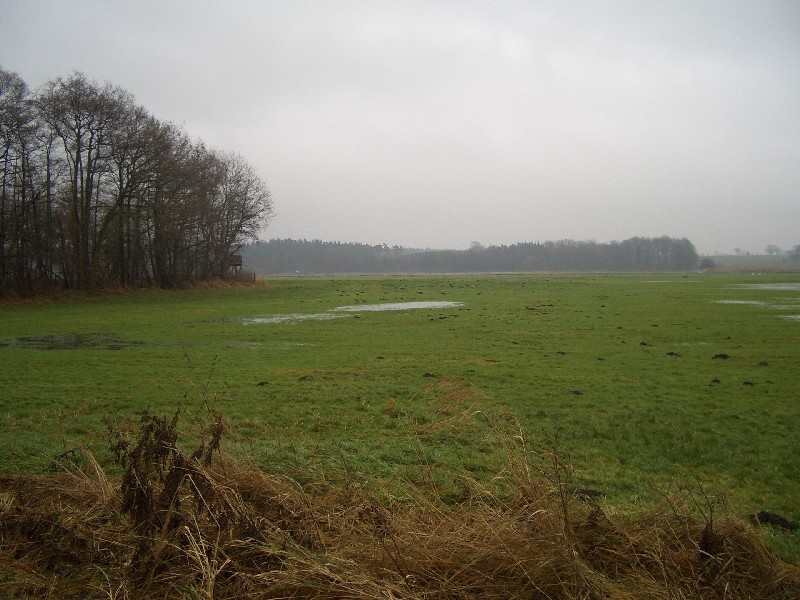
Angrenzende Recknitzwiesen

Das Naturschutzgebiet Maibachtal ist ein 148 Hektar umfassendes Naturschutzgebiet in Mecklenburg-Vorpommern zwischen den Orten Dudendorf, Kölzow (beide zugehörig zur Gemeinde Dettmannsdorf) und Ehmkendorf. Es dient dem Schutz eines weitgehend naturbelassenen Tieflandbaches einschließlich der angrenzenden Waldgebiete. Der namensgebende Maibach fließt von Nordwest nach Südost und mündet in die Recknitz.  Die Ausweisung erfolgte 1990. Kennzeichnend sind Flachufer mit Feuchtwiesen und Hangwäldern. Der Gebietszustand ist gut. Die Flächen liegen seit September 2009 im Eigentum des Naturschutzbundes Mecklenburg-Vorpommern.
Ein Betreten der Flächen ist auf mehreren Wegen möglich. Der Europäische Fernwanderweg E 10 führt durch den Ostteil des Naturschutzgebiets.

## Pflanzen- und Tierwelt
Auf den Feuchtwiesen finden sich Schwertlilien und Orchideen. Prägend für die Waldgebiete sind Rotbuche, Esche und Erle. An Brutvögeln sind Eisvogel und Gebirgsstelze hervorzuheben.